# Karl Biack
Karl Biack (* 12. September 1900 in Tulln; † 7. November 1944 in München) war ein österreichischer römisch-katholischer Polizeijurist und Märtyrer.

## Leben
Karl Biack besuchte das Stiftsgymnasium Melk, studierte kurzzeitig Theologie in Melk und wechselte dann zu einem Jurastudium in Wien, das er mit der Promotion abschloss. Biack war Mitglied katholischer Studentenverbindungen. Er gründete u. a. mit Leopold Figl während seiner Gymnasialzeit im Jahr 1919 die K.Ö.St.V. Nibelungia Melk (heute MKV), mit dem ihn ab 1927 auch die Mitgliedschaft in der KaV Norica Wien im ÖCV verband.
Im Moment des Anschlusses Österreichs war Biack Kommissar bei der Polizeidirektion in Salzburg. Da er als bekennender Katholik den Eintritt in nationalsozialistische Organisationen ablehnte, wurde er im März 1938 verhaftet, zwar wieder freigelassen, aber in die Pension gezwungen. Auch das daraufhin an den Universitäten Wien und Innsbruck begonnene Medizinstudium musste er abbrechen. Stattdessen verhalfen ihm seine Beziehungen zur Leitung des Wirtschaftsamtes der Stadt Traunstein.
Zusammen mit dem Landesbeamten Franz Seywald wurde er am 21. März 1944 wegen Abhörens von Feindsendern festgenommen und kam in das Gefängnis Stadelheim in München. Am 22. Juli 1944 wurde er zum Tode verurteilt  und am 7. November hingerichtet. Postum wurde er mit dem Ehrenzeichen für Verdienste um die Befreiung Österreichs ausgezeichnet.

## Gedenken
Die deutsche Römisch-katholische Kirche hat Karl Biack als Märtyrer aus der Zeit des Nationalsozialismus in das deutsche Martyrologium des 20. Jahrhunderts aufgenommen. In Salzburg erinnert seit 2014 in der Prälat-Winkler-Straße Nr. 7 ein Stolperstein an ihn.